# 빅 (드라마)
《빅》은 대한민국의 KBS 2TV에서 2012년 6월 4일부터 2012년 7월 24일까지 방송된 KBS 월화 드라마이다. 18살 소년이 어느 날 갑자기 30살 어른이 되면서 벌어지는 내용을 다룬 판타지 로코 드라마다.

## 등장 인물

### 주요 인물
- 공유 : 서윤재(30세) / 강경준(18세) 역 - 교통사고로 인해 서윤재의 몸에 빙의 된 강경준. 이하 강경준의 본체는 강경준2. 고등학생이지만 교통사고로 인해 몸이 바뀌면서 어쩔 수 없이 서윤재의 행세를 하며 살아간다. 2회에는 서윤재의 몸에 적응하지 못해 각종 사고를 일으키면서 고등학교 조회 시간에 길다란에게 대 망신을 주었다. 서윤재에게 접근하는 이세영을 통해 뭔가 심상치 않은 일이 일어난다는 것을 짐작하고 길다란에게 경고해 주기도 했다. 그러나 서윤재를 마음속 깊이 신뢰하는 길다란의 행동에 답답함을 느낀다. 이 과정에서 길다란에게 조금씩 마음을 열게 된다. 5회에서는 이세영이 서윤재에게 건네준 집 열쇠의 존재를 알게 된 길다란이 큰 상처를 받게 되자 마음을 굳게 먹고 강한 태도를 보이라는 충고를 해주기도 한다. 길다란과 웨딩촬영을 하는 자리에서 길다란에게 키스를 했는데 이게 강경준의 첫 키스라고. 처음에는 적응을 할 수 없어 미국으로 도망치려 했는데 초특급 스토커인 장마리가 한국으로 날아오자 어쩔 수 없이 한국에 남게 되었다. 이후 어떻게 든 장마리를 미국으로 돌려보내려고 고군분투 중. 갈수록 장마리의 의심을 사고 있다. 장마리에게 비 호감으로 찍혔는데 5화에서 집에 처 들어온 장마리에게 니킥을 맞기까지 했다. 결혼도 파토나고 사고 현장에 강경준의 육체를 데리고 가보기도 하고 이세영의 작당으로 서윤재 어머니가 한국에 급히 오기도 하는 등 이런저런 일들을 겪고 결국 기억을 잃은 서윤재를 연기하며 서윤재 모친을 따라 미국에 가기로 결정한다. 미국으로 떠나기 전 길다란에게 나름 진지하게 청혼을 했는데 비웃음을 당하며 퇴짜를 먹었다. 자신의 말로는 강경준과 서윤재 사이의 갭을 메우기 위해 두뇌를 채우겠다고. 1년 후 한국에 돌아와 길다란과 재회한다. 그런데 그동안의 의심이 쌓이고 쌓인 마리에게 딱 걸려서 정체가 탄로 났다.결국 우여곡절 끝에 길다란과 결혼하게 되었다. 그런데 신혼여행을 떠나기 직전 일시적으로 병원에 있는 자신의 진짜 몸에 영혼이 돌아가는 경험을 하게 된다.

그리고 10회에서 드디어 서윤재와의 관계가 드러났다.
- - 신원호 : 강경준(18세) 역 - 고등학생인 강경준의 원래 모습. 어머니가 돌아가시고 돌봐줄 사람이 없어서 한국으로 왔지만 학교의 친구들과도 잘 융화되지 못하고 외삼촌 부부도 별로 반기지 않는 듯하다. 등교 중에 길다란과 엮여서 인연이 시작된다. 3화에서 장마리가 미국으로 데려가든지 한국에서 같이 살든지 할 거라면서 한국까지 날아왔다. 너랑 결혼하겠답시고. 혼수 상태로 누워있는데 장마리가 귓방멩이를 맛깔 나게 날린다. 피를 무서워한다. 과거의 경험이 트라우마가 된 모양. 입원해 있는 병원에선 유명 인사인 모양이다. 아무 외상도 없는데 의식 없이 잠만 자서 잠자는 꽃 미남이라나? 근데 현실에서는 1년 넘게 저렇게 뻗어 있다가 깨어나면 그것은 그것대로 큰일이다. 한두 달만 깁스를 해도 풀고 나면 근육이 굳어서 팔이 제대로 안 움직이는데 1년이나 그냥 식물인간이었다면. 결국 신원호는 마지막까지 누워있는 장면으로만 나오고 끝났다.

- 이민정 : 길다란(26세) 역 - 기간제 교사를 하며 임용 고시를 준비하는 순진하고 귀여운 아가씨. 귀가하면 엄격한 아버지 길민규로부터 임용 고시 준비에 매진하라는 훈계를 듣고 있다. 엄친아 의사인 서윤재와의 결혼을 앞두고 있다. 서윤재와의 사회적 차이 때문에 주눅 들어있는 모습을 보인다. 결혼이 다가오는데도 서윤재가 결혼 준비에 무관심한 모습을 보여 속이 상해있었다. 결국 쌓이고 쌓인 마음이 폭발해 서윤재에게 전화를 걸어 확실한 마음을 알려 달라고 요구했다. 이 때문에 길다란을 찾아가던 서윤재가 교통사고를 당해 강경준과 영혼이 바뀌었다.약혼자인 서윤재의 몸에 까칠한 귀국 자녀 강경준의 영혼이 들어가면서 문제가 발생하기 시작했다. 서윤재 몸을 한 강경준이 자꾸 사고를 쳐서 교감에게 찍히는 등 아주 암울한 상황이었다. 그런데도 서윤재 직장 동료들과의 술자리에서 나온 서윤재의 이야기에 해벌레 하면서 사랑에 빠진 소녀처럼 되어버리는 등 맹한 구석이 많다. 윤재씨 몸이 잘못되면 안된다며 강경준 집의 몸에 안 좋을만한 음식들을 모조리 바꿔버린다. 탄산음료 등도 싸그리 없애고 물로 바꾸는 등 이런 부분에서는 평소와 다르게 철저하다. 서윤재의 몸에 빙의한 강경준이 서윤재와 이세영의 사이에 무언가가 있음을 눈치채고 길다란에게 경고했다. 길다란은 서윤재에 대한 믿음이 강해서 이것을 믿지 않았으나 드디어 4회 차에 일이 터지고 야 말았다! 서윤재가 이세영의 집 열쇠를 가지고 있었다는 걸 알게 되었고 이세영과 한바탕 말다툼을 벌인 뒤 웨딩 촬영까지만 끝내고 결혼을 포기하였다. 그리고 윤재의 몸의 빙의한 강경준이 미국으로 떠난 후 1년 후엔 임용 고시에 합격하여 정 교사가 되었다. 1년 전과는 달리 친구의 결혼식에도 정식으로 초대 받은 걸 보면 1화의 안습 처지와 많은 대조가 된다.다소 맹하지만 다정하고 다른 사람을 배려하는 성격이다. 강경준이 어머니로부터 받은 집을 지키기 위해 서윤재의 통장을 모조리 털어 집을 사자 허탈해 하면서도 강경준의 처지를 이해하는 모습도 보여준다. 처음에는 강경준을 그저 어린애로 생각하고 있었다. 강경준이 서윤재의 어머니와 함께 미국으로 떠나기 전 나름 신경 써서 청혼했을 때는 뒤통수를 때리며 비웃기까지 했다. 그러나 강경준이 상처 받은 모습을 보이자 다소 당황한 듯. 1년 뒤 돌아온 강경준과 재회했는데 제 3자 입장에선 헤어진 연인이 다시 만나기 시작한 그림인 지라 입장이 곤란해졌다. 길다란을 마음에 둔 강경준이 약혼자 역할만 해달라며 집요하게 달라붙고 있으나 한참을 고심하였다. 그런데 강경준의 집으로 쳐들어간 장마리가 강경준을 만나 정체를 추궁하는 와중에 강경준의 이름을 부르며 나타나 결정타를 날렸다. 결국 서윤재의 몸에 빙의한 강경준과 형식 상의 결혼을 하기로 결심했다. 신혼 생활 아닌 신혼 생활을 하면서 점차 순수한 강경준에게 마음이 끌리게 되었다. 장마리가 열심히 견제를 하고 있으나 별 효과가 없다. 그리고 서윤재가 아니라 강경준에 가슴이 설레는 자신을 발견하고 당황하기 시작했다. 강경준에 대한 자신의 마음을 깨닫게 되면서 갈등 하는 중. 길다란이 혼자 갈등 하며 끙끙 앓는 통에 그녀를 사랑하는 강경준도 덩달아 가슴이 찢어지고 있다.

- 배수지 : 장마리(18세) 역 - 강경준을 쫓아서 미국에서 날아왔다. 강경준이 사고 때문에 전화를 받지 못하자 문자를 계속 날리다가 그래도 답이 없자 기어이 한국으로 날아왔고, 강경준이 올린 길다란 사진에서 학교 이름을 알아내고 학교로 쳐들어와 길다란이 김영옥 교감에게 또 까이게 만들었다. 원래는 장마리의 부친과 강경준의 모친이 결혼해서 가족이 될 뻔했지만 경준 모친의 사망으로 캔슬됐고, 이젠 자기가 경준과 결혼할 생각이다. 미국으로 데려가든지 한국에서 같이 살든지 할 것이라고. 다만 대화를 보면 강경준 모친의 죽음과 장마리가 뭔가 관계가 있는 듯한 암시가 있다. 자신에게 반한 길충식이 명품 백에 전화번호를 적은 것을 빌미로 약점을 잡아 현재 노예 비슷한 상태로 만들고 부려 먹으려 하고 있고 충식이를 통해 현재 강경준이 혼수 상태로 입원해 있다는 것을 알게 되고 병원에 가서는 누워있는 강경준을 보고 충격을 먹은 듯 했는데 갑자기 환자 귓방멩이를 때린다. 아름다운 싸닥션. 강경준이 한국으로 도망가고, 장마리란 이름만 들어도 경을 치는 이유를 알만한 성질이다. 거기다 5화에서는 서윤재 몸을 한 강경준의 집에 쳐들어가 경준이 지갑을 내놓으라고 생떼를 쓰다 안되자 경준이만 모르는 비밀이라고 하면서 고자킥을 날리고 지갑을 스틸해간다! 가히 수지의 연기 데뷔 작인 드림 하이의 고혜미는 명함도 못 내밀 정도다.일단 깨어나지 않는 강경준의 곁에서 계속 돌봐주고 있는 듯. 서윤재(의 몸을 한 강경준)의 행동들이 강경준과 너무 비슷해서 혼란스러워 한다. 서윤재(의 몸을 한 강경준)에게서 계속 강경준을 느끼다가 강경준의 외삼촌 강혁수로부터 서윤재가 강경준의 집을 구입한 사실을 파악한 후 길충식으로부터 교통사고에 대한 정황을 듣게 된다. 곧바로 서윤재가 산 집으로 담을 넘어 도착 후 강경준이 쓰던 침대를 발견하곤 의자를 던져 유리창을 깨고 들어가서 침대 뿐 아니라 다른 강경준의 물건들도 있는 것을 보게 된다. 그 후 집안에서 기다리고 있다가 서윤재에게 유리창 깨다 다친 상처를 치료해 달라고 하여 피 공포증을 확인하자 강경준임을 확신하고 있는 찰나 길다란이 강경준이라고 부르는 소리에 서윤재를 껴안는다. 길다란-강경준-장마리 삼각관계의 서막을 알리는 듯. 경준의 정체를 파악한 뒤로는 경준에게서 떨어지려고 하질 않는다. 게다가 다란과 경준이 가까워질 것을 염려해 별별 짓을 다하고 다니며, 나이가 어려 철없는 탓이겠지만 어그로 끄는 언동을 자주 보이고 있다. 경준의 옆에 자신이 있기 위해 거짓말도 서슴치 않는다. 그래도 강경준이 독일로 간다고 뻥 치고 도망가려 할 때 적절히 길다란에게 알려줘서 막게 하는 활약도 했다. 근데 1년 후 충식이 네 만두 집에서 알바 중이다.

- 장희진 : 이세영(30세) 역 - 서윤재의 의사 동료. 결혼할 남자인 서윤재를 좋아한다. 서윤재한테 필요할 때 쓰라고 자기 집 열쇠도 줬다. 하지만 강경준의 영혼이 들어온 서윤재한테 딱 걸려서 까이는 중. 당연하지만 길다란을 별로 좋게 보지 않고 있다. 1년이 지난 시점에서 서윤재의 어머니가 밀어주어 육탄 돌격을 감행하였지만 길다란에 의해 봉쇄 당한다. 그러나 서윤재는 이세영에게 흔들리지 않았다. 박민규 교수로 인해 진실을 알게 된 길다란이 추궁하자 자신이 거짓말 한 것을 인정하면서 길다란에게 열폭했다. 환자 기록을 통해 경준과 윤재의 연결 점을 알게 되고 슬슬 냄새를 맡기 시작했다. 그러다가 급기야 경준과 윤재의 관계를 조사하던 과정에서 독단으로 유전자 검사를 한다. 이거 의료법에 걸리는 건데 들키면 이 여자 가운 벗어야 한다. 극 초기에는 길다란과 사랑의 라이벌로 악역이라 할 수 있었는데 어째 점점 갈수록 해설자 포지션으로 옮겨가는 듯?

### 서윤재 & 강경준의 가족
- 장현성 : 강혁수 역 - 강경준의 외삼촌, 강희수의 오빠
- 고수희 : 이경미 역 - 강혁수의 아내, 강경준의 외숙모
- 임지은 : 강희수 역 - 강경준의 어머니 (특별출연)
- 김서라 : 안혜정 역 - 서윤재의 어머니
- 조영진 : 서인욱 역 - 서윤재의 아버지

### 길다란의 가족
- 안석환 : 길민규 역 - 길다란의 아버지
- 윤해영 : 이정혜 역 - 길다란의 어머니
- 백성현 : 길충식 역 - 길다란의 동생

### 고등학교 사람들
- 문지윤 : 나효상 역 - 체육 교사
- 최란 : 김영옥 역 - 교감
- 신지수 : 이애경 역 - 길다란의 대학 동기, 동료 교사

### 그 외 인물
- 최대훈 : 서윤재의 동료 의사 역 - 민주의 남편
- 윤주상 : 박민규 역 - 과거 강경준 어머니의 스승이었던 미대 교수
- 박성훈 : 길충식의 친구 역
- 박태양 : 길충식의 친구 역
- 정진영
- 민대식
- 강성철
- 임윤주
- 서지미
- 성현미
- 안영미
- 임재필
- 강선미
- 수빈
- 최한나
- 김성훈 : 의사 역
- 이준희
- 김해곤
- 박성균 : 의사 역
- 전성애 : 간병인 역
- 권정현
- 유지현 : 양호실 선생님 역
- 오기영
- 유필란
- 왕보인
- 임지현
- 손정림
- 이미경
- 최황빈
- 김태영
- 김미라
- 임지영
- 최보원
- 최소은
- 최윤준 : 부동산중개업자 역
- 송경화 : 부동산중개업자 역
- 공재원 : 은행원 역
- 박은영
- 홍승철
- 김종국
- 김은경
- 서동갑
- 이여주
- 천예원
- 최영인 : 간병인 역
- 김현정
- 전지연
- 박창미
- 최승희
- 김화영
- 최보경
- 도율곡
- 박윤민
- 김선혜
- 강미애
- 남상란 : 카페 알바생 역
- 채송화 : 카페 알바생 역
- 송시연 : 윤재의 모습을 하고있는 강경준에게 작업거는 여자 역
- 강찬양 : 간호사 역
- 오희준
- 강정구
- 정수영 : 무당 역
- 진영범
- 최교식 : 노숙자 역
- 박진욱
- 김재흠 : 전파사 사장 역
- 이홍석
- 송승훈
- 정영섭
- 김영진
- 강신철
- 염수진
- 김유안 : 전시회 직원 역
- 곽영재
- 소희정 : 지민의 엄마 역
- 이종래 : 의사 역
- 유일환
- 박지영
- 한동환 : 술집 매니저 역
- 정소리
- 문주연
- 정수인 : 지방에 있는 학교 선생님 역
- 박현지
- 김종호 : 환경미화원 역
- 안수호 : 우산 고치는 남자 역
- 강재은

### 아역
- 최로운 : 곰돌이 역 - 소아과 환자
- 미상 : 지민 역 - 소아과 환자

### 특별출연
- 이희진 : 민주 역 - 결혼하는 길다란의 대학동기 (1회)
- 황정민 : 라디오 DJ 역 (1회)

## 시청률
최저 시청률과 최고 시청률은 시청률 조사회사와 지역별로 시청률에 차이가 있을 수 있습니다.
| 2012년 | 2012년   | 2012년         | 2012년       | 2012년         | 2012년       |
| 회차   | 방송일   | TNmS 시청률    | TNmS 시청률  | AGB 시청률     | AGB 시청률   |
| 회차   | 방송일   | 대한민국(전국) | 서울(수도권) | 대한민국(전국) | 서울(수도권) |
| ------ | -------- | -------------- | ------------ | -------------- | ------------ |
| 제1회  | 6월 4일  | 8.9%           | 9.9%         | 7.9%           | 8.9%         |
| 제2회  | 6월 5일  | 8.0%           | 8.7%         | 7.4%           | 8.1%         |
| 제3회  | 6월 11일 | 7.1%           | 8.4%         | 8.4%           | 9.4%         |
| 제4회  | 6월 12일 | 7.6%           | 8.9%         | 7.9%           | 8.9%         |
| 제5회  | 6월 18일 | 8.2%           | 10.1%        | 8.0%           | 9.3%         |
| 제6회  | 6월 19일 | 8.9%           | 11.1%        | 8.3%           | 9.3%         |
| 제7회  | 6월 25일 | 8.5%           | 9.7%         | 8.9%           | 10.4%        |
| 제8회  | 6월 26일 | 7.8%           | 9.2%         | 7.9%           | 8.7%         |
| 제9회  | 7월 2일  | 7.4%           | 8.4%         | 8.1%           | 9.1%         |
| 제10회 | 7월 3일  | 8.8%           | 9.8%         | 8.1%           | 9.0%         |
| 제11회 | 7월 9일  | 9.5%           | 10.5%        | 9.2%           | 10.4%        |
| 제12회 | 7월 10일 | 9.6%           | 11.0%        | 8.9%           | 10.1%        |
| 제13회 | 7월 16일 | 8.6%           | 9.2%         | 8.2%           | 9.7%         |
| 제14회 | 7월 17일 | 8.6%           | 9.4%         | 7.8%           | 8.8%         |
| 제15회 | 7월 23일 | 10.1%          | 10.2%        | 9.7%           | 10.8%        |
| 제16회 | 7월 24일 | 11.5%          | 12.0%        | 11.1%          | 12.2%        |

## OST

### 너라서 - 빅 OST
| #            | 제목                | 작사           | 작곡           | 재생 시간 |
| ------------ | ------------------- | -------------- | -------------- | --------- |
| 1.           | 〈너라서〉 (다비치) | 송봉조, 송재원 | 송봉조, Meng이 | 4:15      |
| 2.           | 〈너라서 (inst.)〉  |                | 송봉조, Meng이 | 4:15      |
| 총 재생 시간 | 총 재생 시간        | 총 재생 시간   | 총 재생 시간   | 8:30      |

### 미운 사람 - 빅 OST
| #            | 제목                   | 작사         | 작곡           | 재생 시간 |
| ------------ | ---------------------- | ------------ | -------------- | --------- |
| 1.           | 〈미운 사람〉 (비스트) | 송수윤       | 김승수, 한재호 | 3:08      |
| 2.           | 〈미운 사람 (inst.)〉  |              | 김승수, 한재호 | 3:08      |
| 총 재생 시간 | 총 재생 시간           | 총 재생 시간 | 총 재생 시간   | 6:16      |

### 사랑이라면 - 빅 OST
| #            | 제목                   | 작사         | 작곡         | 재생 시간 |
| ------------ | ---------------------- | ------------ | ------------ | --------- |
| 1.           | 〈사랑이라면〉 (노을)  | 안영민       | 조영수       | 3:46      |
| 2.           | 〈사랑이라면 (inst.)〉 |              | 조영수       | 3:46      |
| 총 재생 시간 | 총 재생 시간           | 총 재생 시간 | 총 재생 시간 | 7:32      |

### 한 사람 - 빅 OST
| #            | 제목                | 작사         | 작곡         | 재생 시간 |
| ------------ | ------------------- | ------------ | ------------ | --------- |
| 1.           | 〈한 사람〉 (허각)  | 김혜원       | 김혜원       | 3:58      |
| 2.           | 〈한 사람 (inst.)〉 |              | 김혜원       | 3:58      |
| 총 재생 시간 | 총 재생 시간        | 총 재생 시간 | 총 재생 시간 | 7:56      |

### Hey U - 빅 OST
| #            | 제목              | 작사         | 작곡         | 재생 시간 |
| ------------ | ----------------- | ------------ | ------------ | --------- |
| 1.           | 〈Hey U〉 (베니)  | 베니         | 베니         | 3:21      |
| 2.           | 〈Hey U (inst.)〉 |              | 베니         | 3:21      |
| 총 재생 시간 | 총 재생 시간      | 총 재생 시간 | 총 재생 시간 | 6:42      |

### 그래도 사랑해 - 빅 OST
| #            | 제목                      | 작사         | 작곡         | 재생 시간 |
| ------------ | ------------------------- | ------------ | ------------ | --------- |
| 1.           | 〈그래도 사랑해〉 (수지)  | 79           | 79           | 4:43      |
| 2.           | 〈그래도 사랑해 (inst.)〉 |              | 79           | 4:43      |
| 총 재생 시간 | 총 재생 시간              | 총 재생 시간 | 총 재생 시간 | 9:26      |

### 너라서 - 빅 OST (Special Track)
| #            | 제목                               | 작사           | 작곡           | 재생 시간 |
| ------------ | ---------------------------------- | -------------- | -------------- | --------- |
| 1.           | 〈너라서 (Special Track)〉 (공유)  | 송봉조, 송재원 | 송봉조, Meng이 | 4:50      |
| 2.           | 〈너라서 (Special Track) (inst.)〉 |                | 송봉조, Meng이 | 4:50      |
| 총 재생 시간 | 총 재생 시간                       | 총 재생 시간   | 총 재생 시간   | 9:40      |

## 촬영지
주요 촬영지는 경기도 성남시 분당구이며, 극중 서윤재(공유 분)이 일하는 병원으로 나오는 실제 장소는 경기도 성남시 분당구 금곡동의 보바스기념병원이고, 극중 길다란(이민정 분)이 일하는 학교로 나오는 장소는 경기상업고등학교이다. 특히 분당구를 중심으로 많은 씬이 촬영 되었는데 극중 강경준 (신 분)이 사는 집 또한 경기도 성남시 분당구 예원로 6길 (분당동)에 위치한 고급단독주택 단지의 단독주택에서 촬영된다.

## 동시간대 드라마
MBC 월화드라마
- 빛과 그림자
- 골든타임

SBS 월화드라마
- 추적자 THE CHASER